# Michail Pavlovitj Bestuzjev-Rjumin

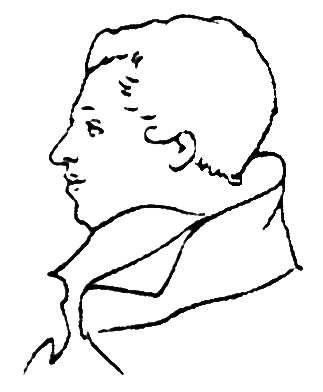
Michail Pavlovitj Bestuzjev-Rjumin.

Michail Pavlovitj Bestuzjev-Rjumin, född 1803, död 1826, var en rysk konspiratör (dekabrist).
Bestuzjev-Rjumin, som var löjtnant vid infanteriregementet i Poltava, ledde i förening med A.N. Muravjov utbrottet av 1825 års militärrevolution i Sydryssland.
Han blev efter dennas kuvande förd till Sankt Petersburg och där hängd i sällskap med Pestel, Rylejev, Kachovskij och S. Muravjov.